# Laguna del Kasegaluk

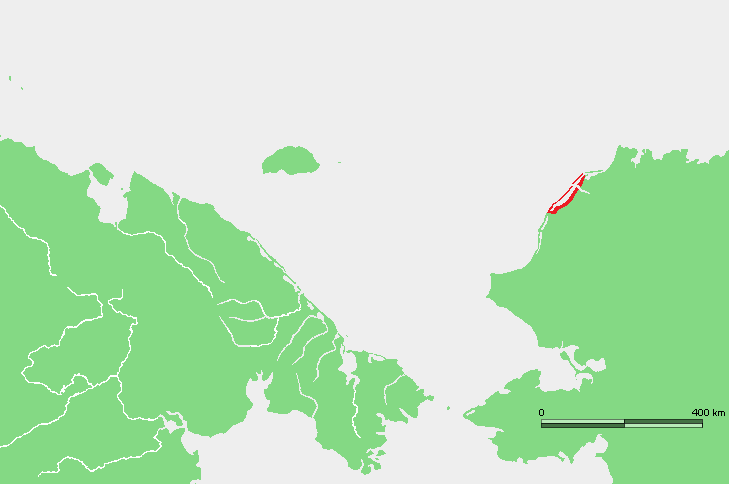
La posizione della Laguna del Kasegaluk.

La laguna del Kasegaluk è una laguna costiera situata nella parte occidentale del  North Slope dell'Alaska. La laguna è separata dal  mare dei Ciukci da una serie di piccole isole che si estendono da Point Lay fino ad Icy Cape. Complessivamente esistono sette passaggi navigabili che portano dalla laguna al mare aperto.
I maggiori affluenti della laguna del Kasegaluk sono il Kukpowruk, il Kokolik e l'Utukok. Come anche il mare dei Ciukci la laguna del Kasegaluk resta completamente ghiacciata durante l'intero inverno artico e non è quindi navigabile in tale stagione.
Il nome inuit per la laguna del Kasegaluk è Kasegarlik, anche se la pronuncia precedentemente al 1929 doveva essere differente da quella attuale.